# Vriesea paraibica
Vriesea paraibica är en gräsväxtart som beskrevs av Heinrich Wawra. Vriesea paraibica ingår i släktet Vriesea och familjen Bromeliaceae. Inga underarter finns listade i Catalogue of Life.